# اسکات لوی

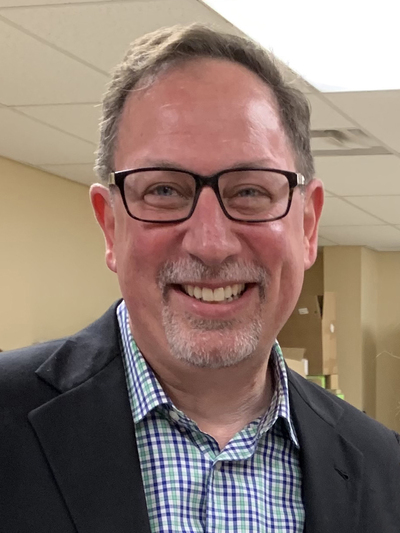
اسکات لوی

اسکات لوی (به انگلیسی: Scott Levi) استاد تاریخ آسیای مرکزی در دانشگاه ایالتی اوهایو است. او لیسانسش را در زمینه مطالعات ادیان و آسیای جنوبی از دانشگاه لووا (۱۹۹۱) گرفت. دکترایش را در زمینه تاریخ از دانشگاه ویسکوئین مدیسون در سال ۲۰۰۰ گرفت. زمینه اصلی کاری او تاریخ آغازین مدرن جامعه و اقتصادی آسیای مرکزی است. او همچنین ویراستار ارشد تحقیقات دانشنامه آکسفورد در بخش تاریخ بازرگانی آسیایی است.

## آثار
- The Rise and Fall of Khoqand, 1709–1876: Central Asia in the Global Age (Pittsburgh, 2017)
- Early Modern Connections: Global Integration and the 18 th -Century Bukharan Crisis
- India, Russia and the Eighteenth-Century Transformation of the Central Asian Caravan Trade , Journal of the Economic and Social History of the Orient, Vol. 42, No. 4 (1999), pp. 519-548

در دانشنامه ایرانیکا: 